# Ptilotophallos megasathe
Ptilotophallos megasathe är en tvåvingeart som beskrevs av Webb 2005. Ptilotophallos megasathe ingår i släktet Ptilotophallos och familjen stilettflugor. Inga underarter finns listade i Catalogue of Life.